# Lidewij Weltenová
Lidewij Marsia Maria Weltenová (* 16. července 1990 Eindhoven) je nizozemská pozemní hokejistka, která hraje na pozici útočnice. Na olympiádě získala tři zlaté a jednu stříbrnou medaili a je tak s Evou de Goedeovou nejúspěšnější hráčkou olympijské historie.
Začínala v klubu HOD Valkenswaard, od roku 2005 byla hráčkou HC 's-Hertogenbosch. Třináctkrát s ním vyhrála nizozemskou ligu, desetkrát Pohár mistryň evropských zemí v pozemním hokeji a v roce 2021 také nástupnickou soutěž Euro Hockey League. V roce 2022 přestoupila do týmu SV Kampong v Utrechtu.
V nizozemské reprezentaci debutovala v roce 2008, odehrála 247 mezistátních utkání a vstřelila v nich 95 branek. Jejím prvním velkým turnajem byla olympiáda v roce 2008, kde se podílela na zisku zlatých medailí. Poté zvítězila na mistrovství Evropy v pozemním hokeji žen 2009 a byla druhá na mistrovství světa v pozemním hokeji žen 2010. V roce 2011 byla v týmu, který vyhrál Hockey Champions Trophy i evropský šampionát, roku 2012 obhájila olympijské vítězství. Získala titul na mistrovství světa v pozemním hokeji žen 2014 a stříbro v olympijském turnaji v Riu de Janeiru, kde Nizozemky podlehly ve finále na penalty britskému týmu. V roce 2017 se stala mistryní Evropy a vyhrála MS 2018, kde vstřelila pět branek a byla vyhlášena nejlepší hráčkou šampionátu. Přispěla k zisku zlatých medailí pro Nizozemsko na ME 2019, v úvodním ročníku FIH Pro League v roce 2019, na Letních olympijských hrách 2020 i na světovém šampionátu v roce 2022. 
V roce 2015 ji Mezinárodní hokejová federace vyhlásila nejlepší hráčkou roku. Byla také v užší nominaci na tuto cenu v letech 2014, 2017 a 2018. V roce 2021 jí byl udělen Oranžsko-nasavský řád. 